# غوردون تورنر
غوردون تورنر (بالإنجليزية: Gordon Turner)‏ (7 يونيو 1930 بدونكاستر في المملكة المتحدة - 1 يناير 1976) هو لاعب كرة قدم بريطاني في مركز الهجوم. لعب مع نادي لوتون تاون ونادي كيترينغ تاون وWisbech Town F.C. ‏.

## وصلات خارجية
- غوردون تورنر على موقع قاعدة بيانات كرة القدم.إي يو (الإنجليزية)